# あっち・こっち・タッチ!
『あっち・こっち・タッチ!』は、さこう栄による日本の漫画作品、およびそれを表題作とした漫画短編集。
『なかよし』（講談社）1982年7月号に掲載された。単行本は同社の講談社コミックスなかよしより刊行。

## 書誌情報
- さこう栄 『あっち・こっち・タッチ!』 講談社〈講談社コミックスなかよし〉、1982年9月4日第1刷発行、ISBN 4-06-108419-4
  - 表題作のほか、読み切り作品「カ・イ・カ…ん?日曜日」（原作：しのざきよしみ）と「ラジオガールにSOS!」が同時収録されている。